# 麻痺 (yamaの曲)
「麻痺」（マヒ）は、日本のミュージシャン・yamaの1作目のシングル。2021年2月10日にMASTERSIX FOUNDATIONより発売。

## 概要
- 自身初のCDシングル。
- CDは、初回生産限定盤（CD+DVD）期間生産限定盤（CD+DVD）、通常盤（CDのみ）の3形態で発売[5][6]。
- 表題曲「麻痺」は、フジテレビ "ノイタミナ" 『2.43 清陰高校男子バレー部』のオープニングテーマである[2][7]。 この作品に対してyamaは「背中を押してくれる仲間に支えられながらひとつのことにまっすぐに打ち込む姿には青春を感じます。主題歌「麻痺」の自分の弱さと戦いながらも懸命に困難に立ち向かう歌詞は本編と重なる部分もあるかと思います。曲を聴いて不屈の闘志を感じていただけたら幸いです。」とコメントしている[3][8][9]。
  - また期間生産限定盤のジャケットには、yamaのアーティストビジュアルなどを手がけるイラストレーター ともわか がアニメキャラクターを描き下ろしたイラストが使用されている[10]。
- 音楽プロデューサーは『クズの本懐』や『BANANA FISH』（いずれもノイタミナ枠）等を担当した舩橋宗寛が務めた。
- 「麻痺」の実写ミュージックビデオは、2021年1月15日に公開[11][12][13][14][15]。
  - このMVは、気鋭の映像制作チームmaxilla（マキシラ）によるもの。「若者の葛藤」をテーマに「RUN（走る）」をコンセプトに制作されている[11]。
  - 同日、表題曲「麻痺」の先行配信を開始[16]。
- 同年7月21日、作詞・作曲者のTOOBOEも本作品のセルフカバーMVを発表した。

## 収録曲
| 全作詞・作曲: TOOBOE。 |                               |        |            |      |
| #                      | タイトル                      | 作詞   | 作曲・編曲 | 時間 |
| 1.                     | 「麻痺」                      | TOOBOE | TOOBOE     | 3:19 |
| 2.                     | 「クローバー」                | TOOBOE | TOOBOE     | 4:28 |
| 3.                     | 「ブルーマンデー」            | TOOBOE | TOOBOE     | 4:00 |
| 4.                     | 「タルト」                    | TOOBOE | TOOBOE     | 3:12 |
| 5.                     | 「麻痺（Jazz Arrange Ver.）」 | TOOBOE | TOOBOE     | 3:24 |
| 合計時間:              | 合計時間:                     | 18:23  |            |      |

## 特典
| 形態           | 特典                                                  |
| -------------- | ----------------------------------------------------- |
| 初回生産限定盤 | 「Versus the night」のライブ映像が収録された特典DVD付 |
| 期間生産限定盤 | 「2.43 清陰高校男子バレー部」ノンクレジットOP映像     |

対象となるCDショップ、オンラインサイトにて
購入した者は先着で下記の特典が貰えた。
| 店舗                                               | 特典                                               |
| yama 応援店舗                                      | yama 応援店舗                                      |
| -------------------------------------------------- | -------------------------------------------------- |
| オリジナルICカードステッカー（応援店 ver.）        |                                                    |
| TOWER RECORDS全店（オンライン含む / 一部店舗除く） | オリジナルICカードステッカー（TOWER RECORDS ver.） |
| HMV全店（HMV&BOOKS online含む / 一部店舗除く）     | クリアステッカー（HMV ver.）                       |
| 全国アニメイト（通販含む）                         | オリジナルクリアファイル                           |
| 楽天ブックス                                       | オリジナルステッカー                               |
| Amazon.co.jp                                       | メガジャケ                                         |